# Dendrortyx barbatus
Dendrortyx barbatus là một loài chim trong họ Odontophoridae.